# Maximilian Njegovan

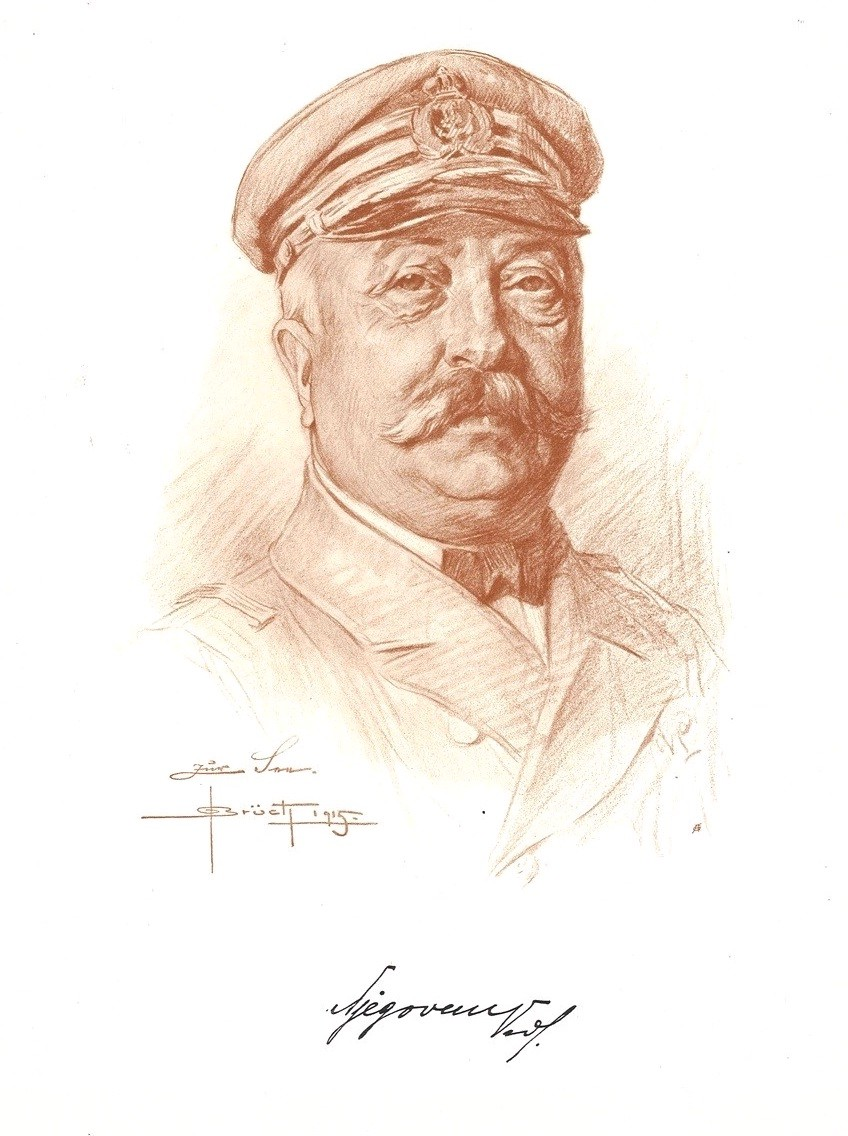
Maximilian Njegovan

Maximilian Njegovan (* 31. Oktober 1858 in Agram, Kroatien, Österreich-Ungarn; † 1. Juli 1930 ebenda) war 1917/18 k.u.k. Admiral und Flottenkommandant der k.u.k. Kriegsmarine der Doppelmonarchie.

## Leben
Nach Absolvierung der Marineakademie in Rijeka wurde er als Seekadett 2. Klasse ausgemustert. Nach kurzer Tätigkeit als Instruktionsoffizier des Torpedo-Offizierkurses auf S.M.S. Alpha erhielt Njegovan 1893 sein erstes selbständiges Kommando, und zwar über das Torpedoboot Condor. Er war von 1898 bis 1905 Klassenoffizier und Lehrer für Seemannskunde an der Marineakademie. Anschließend führte bis 1907 er das Kommando auf S.M.S. Nautilus, S.M.S. Schwarzenberg und S.M.S. Budapest.
Von 1907 bis 1909 war er unter Marinekommandant Rudolf Graf Montecuccoli Stabschef der Eskadre, Marine-Kommando-Adjutant und Chef der Operationskanzlei in der Marinesektion des k.u.k. Kriegsministeriums in Wien. 1911 wurde er zum Konteradmiral befördert, 1913 zum Vizeadmiral. 1913 befehligte er die internationale Intervention vor der montenegrinischen Küste.
1914 wurde Njegovan von Kaiser Franz Joseph I. das Kommando des I. Geschwaders und der I. Division im Verbande der Flotte übertragen. Er führte seine Admiralsflagge auf der Tegetthoff. Am 23./24. Mai 1915 befehligte er unmittelbar nach dem Kriegseintritt Italiens auf der Seite der Gegner Österreich-Ungarns den Beschuss der italienischen Hafenstadt Ancona.
Nach dem Tod von Großadmiral Anton Haus am 8. Februar 1917 wurde Vizeadmiral Njegovan von Kaiser Karl I. am gleichen Tag zum Marinekommandanten und Flottenkommandanten ernannt. Vom 28. April 1917 an war er als Nachfolger des Kurzzeitleiters Karl Kailer von Kaltenfels auch Chef der Marinesektion. Später im Jahr wurde er vom Kaiser auf Vorschlag des k.u.k. Kriegsministers Rudolf Stöger-Steiner von Steinstätten zum Admiral befördert. Er war nun der letzte österreichisch-ungarische Admiral, der Flottenkommandant und Chef der Marinesektion des Kriegsministeriums in einer Person war. Im Mai 1917 wurde er vom Kaiser nach dem Gefecht in der Straße von Otranto, mit dem die k.u.k. Kriegsmarine die Seeblockade der Triple Entente zu durchbrechen versuchte, mit dem Orden der Eisernen Krone I. Klasse ausgezeichnet.
Nach der Meuterei in der Bucht von Kotor im Februar 1918 wurde Njegovan vom Kaiser am 1. März 1918 mit dem Großkreuz des Leopold-Ordens mit der Kriegsdekoration für „langjährige, vorzügliche Dienstleistung“ ausgezeichnet.  Die Wiener Zeitung vom 2. März 1918 enthielt neben dieser Meldung auch die Ernennung seiner Nachfolger in Flottenkommando (Miklós Horthy) und Marinesektion (Franz von Holub), jedoch explizit nichts über Njegovans Pensionsantritt. Das Marine- bzw. Flottenkommando übertrug der Kaiser Viceadmiral Horthy; diesem oblag daher die Erfüllung des bitteren kaiserlichen Auftrags, die k.u.k. Kriegsflotte am 31. Oktober 1918 dem neuen südslawischen Staat zu übergeben, da Österreich nach dessen Gründung keinen Anteil mehr an der Adriaküste besaß.
Nach dem Krieg, dessen letzte Monate Njegovan als Pensionist im Hauptkriegshafen Pula verbracht hatte, lebte er zeitweise in Venedig.